# 五段高原

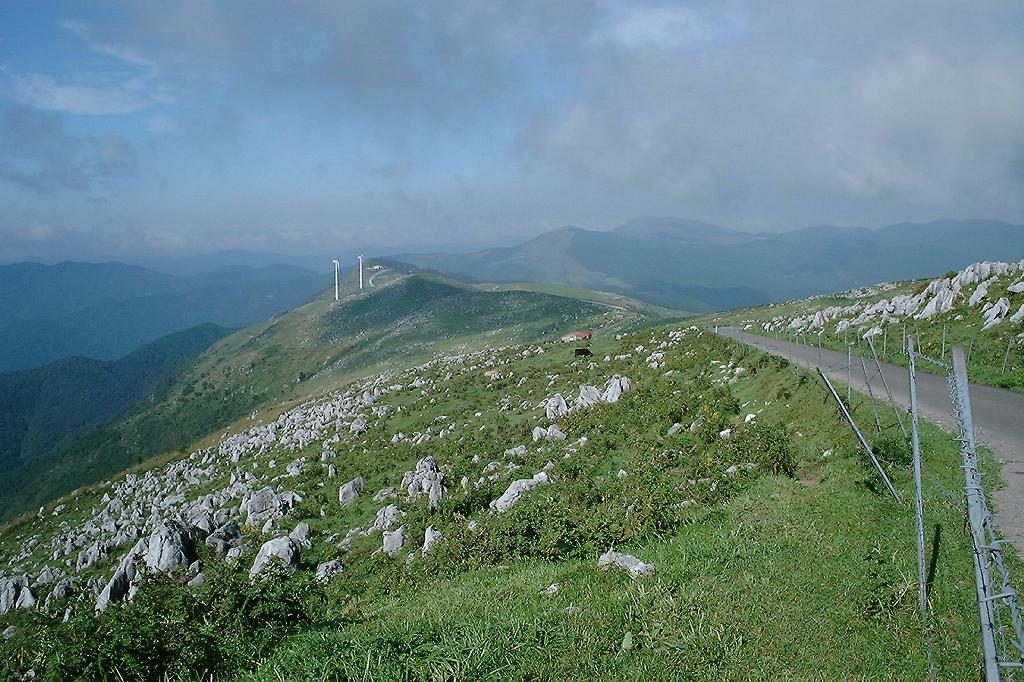
五段高原

五段高原（ごだんこうげん）は、愛媛県上浮穴郡久万高原町と高知県高岡郡檮原町と津野町にまたがる山。標高1,455.8m。四国カルスト台地の中心部にある。四国八十八景32番。
高さ・広さ・長さにおいて日本全国1位のカルスト台地である四国カルストの核心部であり、三角点のある頂上部分は五段城と呼ばれる。山頂部分は標高1000mを越える準平原で東西に道路が通っていて、両脇の牧草地には牛が放牧され無数の白いカレンフェルトが緑の中に点在する様は牧歌的でゆったり心和む風景である。車道の無い時代には人々は歩いてここを越えていたが急な坂道を登る途中に緩い区間が五つあったことからこの名前が付けられた。国道440号線で地芳峠に上がり姫鶴平（めずるだいら）へ、そこからゆっくりハイキングするも良し、東端の天狗高原までドライブするのも良しである。

## 五段城
五段高原の最高地点で標高1455.8m。当山の西側の車道脇から牧場の鉄条網の間を約30分稜線を登ると森の中に二等三角点があり、四国百名山35番五段高原はここに至ることにより達成としていただきたい。なお、樹木に囲まれ頂上からの展望は効かない。

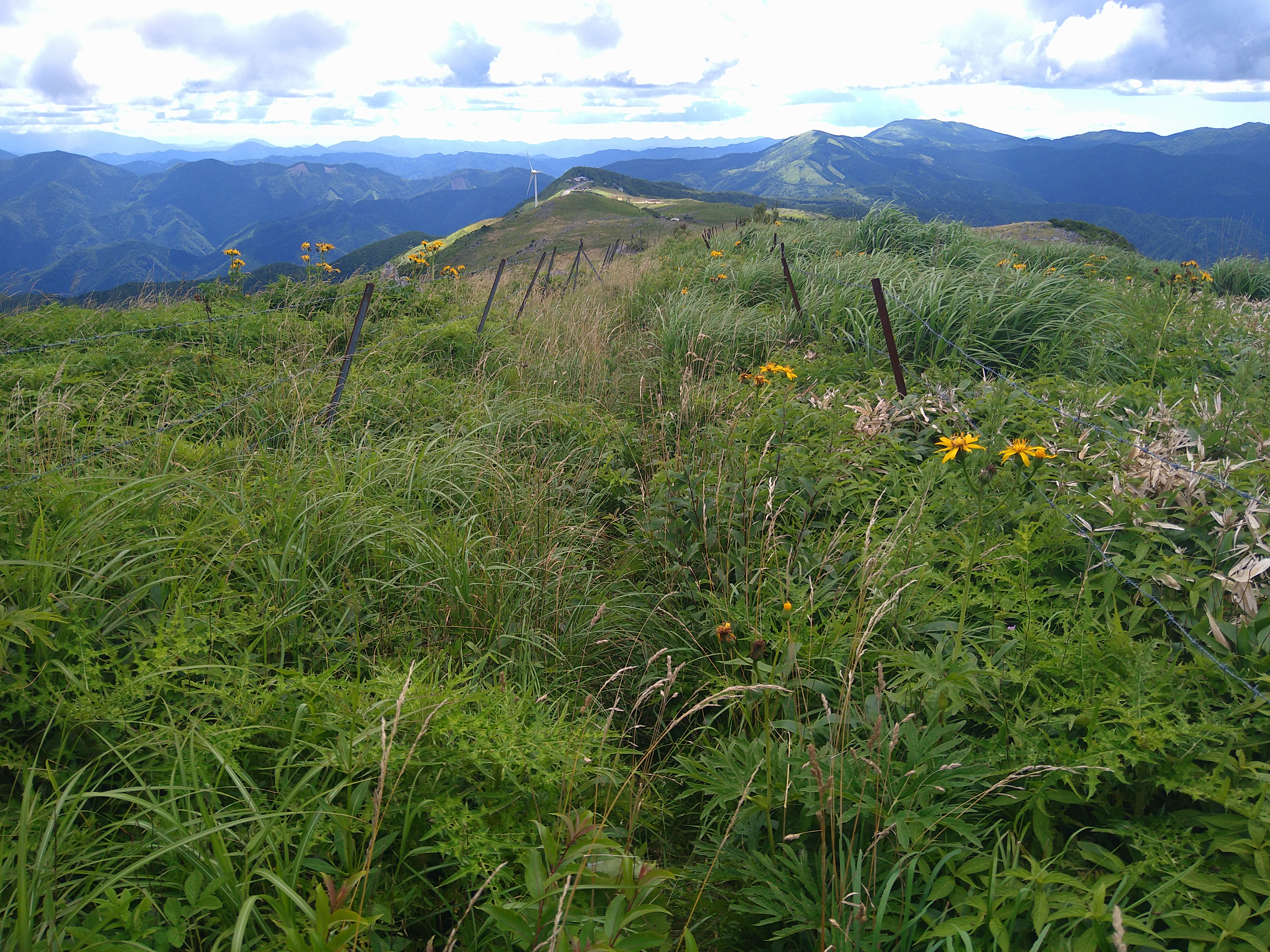
登山道を振り返る
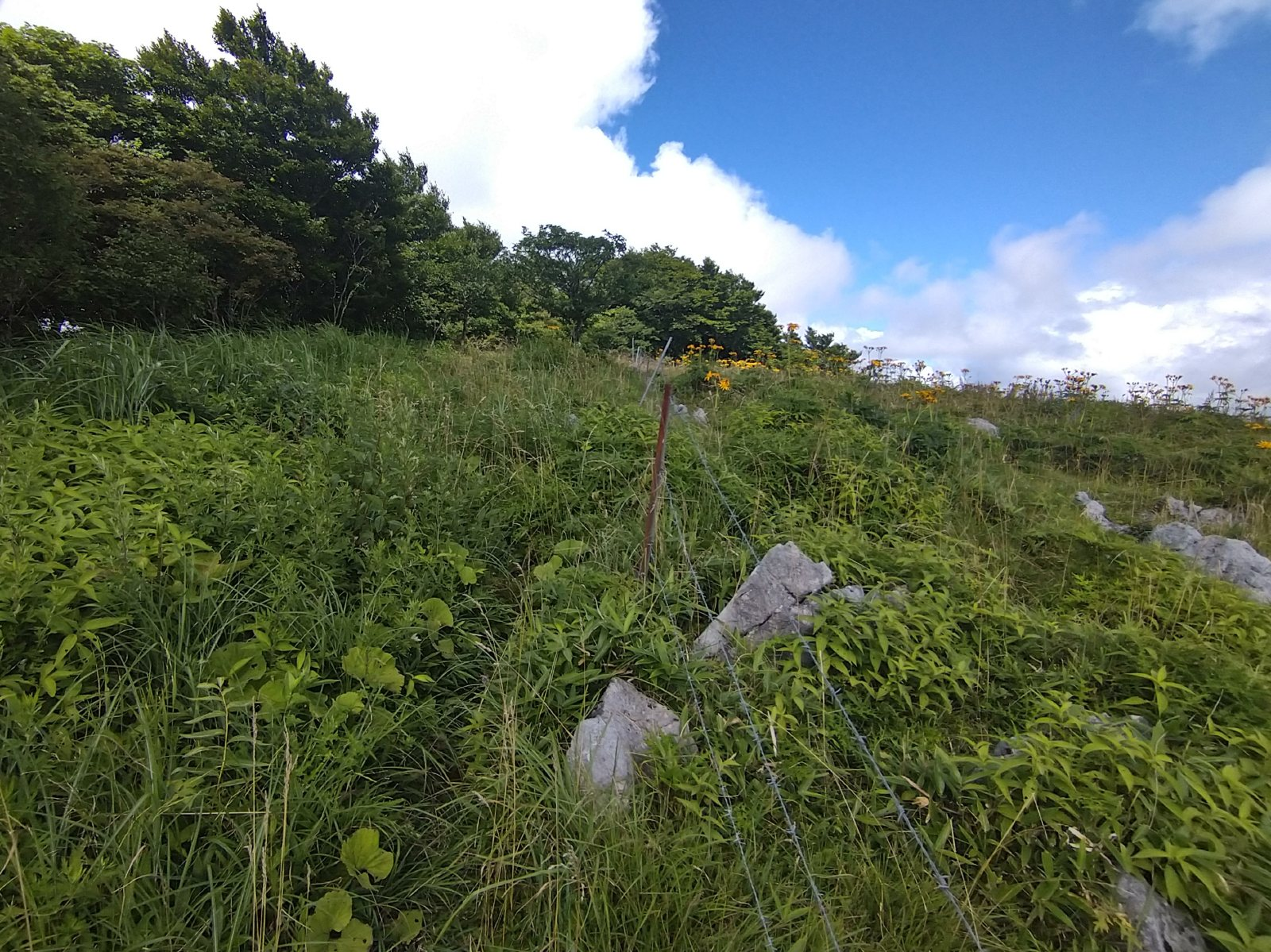
五段高原
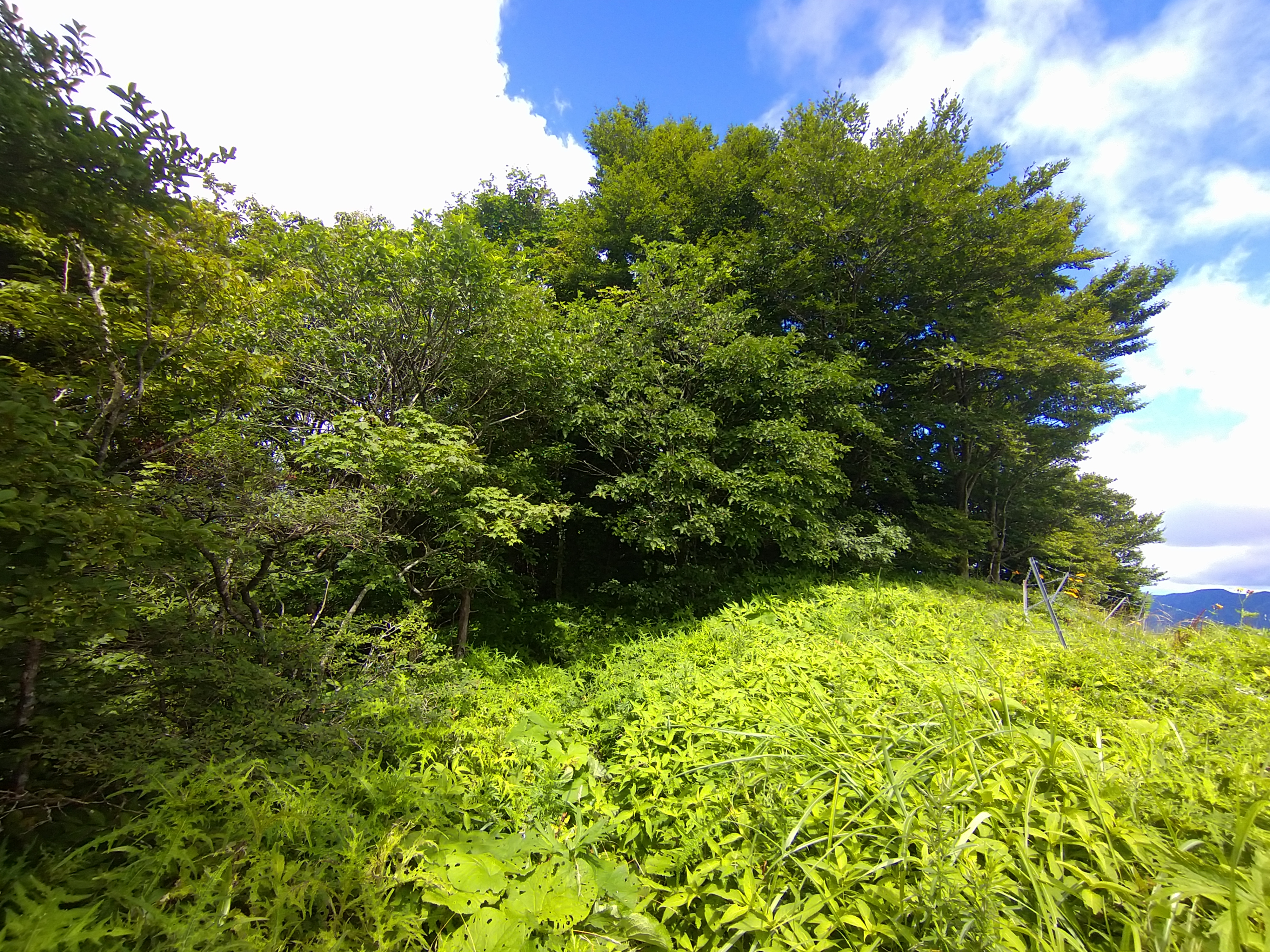
五段城頂上はこの森の中
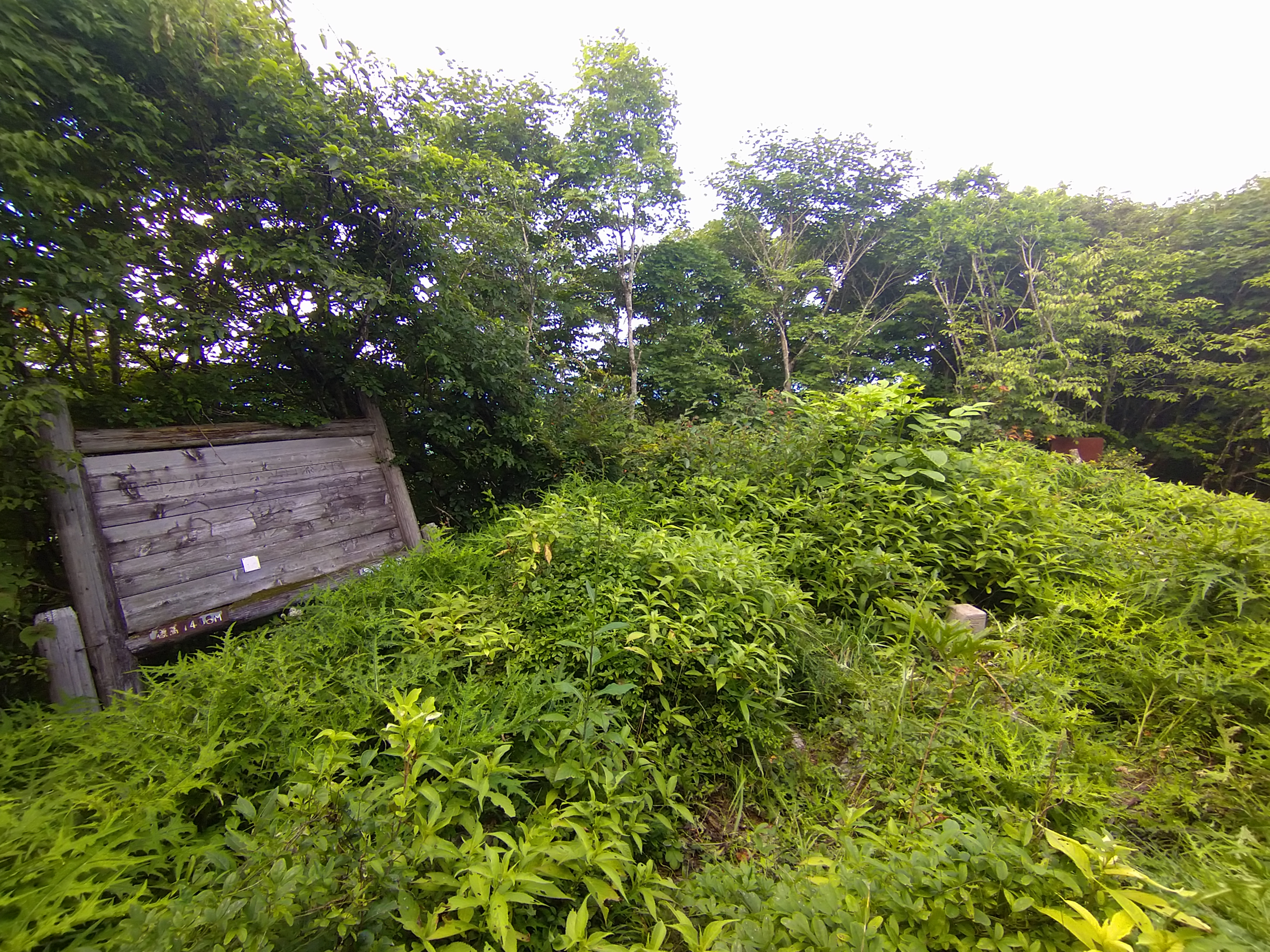
五段城頂上